# Richard Benedict
Richard Benedict (Palermo, 20 januari 1920 - Studio City, 25 april 1984) was een Italiaans-Amerikaans acteur en televisie-, filmregisseur en scenarioschrijver voor film of tv-series.

## Biografie
Richard "Pepe" Benedict werd geboren als Joseph Sciurba in Palermo. Hij kwam naar de Verenigde Staten met heel zijn familie toen hij zeven jaar oud was. Hij was een vechter voor geld alvorens in Hollywood te belanden en in de filmwereld te stappen. Zijn houterig, soms vervelend voorkomen leverde hem vooral de "stoere jongens"- en handlangersrollen op maar soms toch ook de tweede hoofdrol in een film. 
De eerste filmrol die hij kreeg was in Winged Victory (1944) waarin hij een dronken zeeman speelde. In de jaren 1940 tot 1960 verscheen hij in vele tv-programma's en -films. Zijn bekendste rol was als Leo Minosa in Ace in the Hole (1951). Het was de rol van een man, gevangen in een verlaten mijnschacht, in Billy Wilders harde kijk naar riooljournalistiek en hoe wettige tragedies veranderd worden in een mediacircus. In de originele versie van Ocean's 11 (1960) speelde Benedict naast Frank Sinatra en "the Rat Pack", een film over het bekende overvalverhaal van een 11-koppige bende op vijf casino's in Las Vegas en dit in één nacht.
In 1962 begon hij met het regisseren van enkele langspeelfilms maar hij bleef het meeste werk vinden in het regisseren van tv-series. 
Benedict huwde met Hanna Hertelendy waaruit Samuel Benedict geboren werd. Hanna had al een dochter: Barabara Kerwin.
Benedicts tweede huwelijk was met Paula Lindenbaum. Ze kregen twee kinderen: Nick Benedict en Joy Benedict.
Zijn laatste filmrol was als een klant in Disconnected (1983).
Hij stierf in 1984 en werd begraven op de begraafplaats in Hollywood Hills.

## Filmografie

### Als acteur (selectie)

#### Televisieseries
- Adventures of Superman (1952-1957)
- Dragnet (1956-1959)
- The Lone Ranger (1957)
- Tales of the Texas Rangers (1957-1958)
- Zorro (1958)
- Highway Patrol (1958)
- Perry Mason (1958)
- Peter Gunn (1959-1960)
- Hawaii Five-O (1968)
- Ironside (1969)
- Trapper John, M.D. (1980)

#### Films
- Winged Victory (1944 )
- See My Lawyer (1945)
- A Walk in the Sun (1945)
- Ace in the Hole (1951)
- It! The Terror from Beyond Space (1958)
- Ocean's 11 (1960)
- Mike and the Mermaid (1964)
- A Swingin' Summer (1965
- Impasse (1969)
- Disconnected (1983)

### Als regisseur (selectie)

#### Televisieseries
- The Invaders (1967)
- Fantasy Island (1981)
- Quincy, M.E. (1980-1982)

#### Films
- Woman in the Dark (1952)
- Murder Without Tears (1953)
- The Walter Winchell File (1957)
- Ocean's 11 (1960)
- Impasse (1969)
- Peyton Place '79 (1979)

### Als schrijver

#### Televisieseries
- Highway Patrol - Revenge (1959) (het verhaal)
- The Virginian - A Slight Case of Charity (1965)
- Dan August - Circle of Lies (1971)

#### Films
- Mike and the Mermaid (1964)
- Frankie and Annette: The Second Time Around (1978)